# اسلاتان دودو
اسلاتان تئودور دودو (آلمانی: Slatan Theodor Dudow، بلغاری: Златан Дудов Zlatan Dudov؛ زادهٔ ۳۰ ژانویهٔ ۱۹۰۳ در بلغارستان – درگذشتهٔ ۱۲ ژوئیهٔ ۱۹۶۳ در فورستنوالده) یک کارگردان و فیلم‌نامه‌نویس اهل بلغارستان بود. وی تعدادی از فیلم‌هایش را در جمهوری وایمار و جمهوری دمکراتیک آلمان ساخته است.
وی در بلغارستان به دنیا آمد. سپس با هدف تحصیل در رشته معماری در سال ۱۹۲۲، به برلین مهاجرت کرد. در طی سال‌های ۱۹۲۵–۱۹۲۶، به عنوان یک دانشجوی مطالعات تئاتر مشغول تحصیل در دانشگاه شد. به عنوان دستیار کارگردان فریتس لانگ در تولید فیلم متروپلیس حضور داشت. در این زمان، دودو همچنین یک کتابفروشی با همسر خود دایر کرد و به عنوان یک خبرنگار خارجی برای یک روزنامه بلغاری نیز مشغول به کار بود.
در سال ۱۹۲۹ میلادی، در سفری به اتحاد جماهیر سوسیالیستی شوروی، ولادیمیر مایاکوفسکی و سرگئی آیزنشتاین را در مسکو و در نهایت، برتولت برشت را ملاقات کرد. پس‌از بازگشت از شوروی با اجرای نمایشنامه‌ای از برشت به نام اقدام (Die Massnahme)، حرفهٔ کارگردانی را آغاز کرد.
وی که عضو حزب کمونیست آلمان ۱۹۱۸ بود، مدت کوتاهی توسط نازی‌ها در ژانویه ۱۹۳۳ دستگیر شد. به زودی از آلمان به عنوان یک شهروند بلغاری اخراج شد، اما به دلایل نامعلوم قادر به بازگشت به بلغارستان نبود.

## فیلم‌شناسی
- ۱۹۳۲ کوله وامپه (جهان متعلق به کیست؟)
- ۱۹۳۴ حباب صابون (Seifenblasen)
- ۱۹۴۹ نان روزانهٔ ما
- ۱۹۵۰ خانوادهٔ بنتین (Familie Benthin)
- ۱۹۵۲ سرنوشت زنان
- ۱۹۵۴ قوی‌تر از شب (Stärker als die Nacht)
- ۱۹۵۶ سروانی از کلن (Der Hauptmann von Köln)
- ۱۹۵۹ پریشانی عشق
- ۱۹۶۳ کریستین (Christine؛ ناتمام) (بازسازی ۱۹۷۴).